# Volodîmîrivka, Skadovsk
Volodîmîrivka (în ucraineană Володимирівка) este localitatea de reședință a comunei Volodîmîrivka din raionul Skadovsk, regiunea Herson, Ucraina.

## Demografie
Componența lingvistică a localității Volodîmîrivka
     Ucraineană (85,81%)
     Rusă (10,44%)
     Română (1,25%)
     Alte limbi (0,91%)
Conform recensământului din 2001, majoritatea populației localității Volodîmîrivka era vorbitoare de ucraineană (85,81%), existând în minoritate și vorbitori de rusă (10,44%), armeană (1,48%) și română (1,25%).